# Niños cantores de la catedral de Augsburgo
El Coro de niños cantores de la catedral de Augsburgo (en alemán: Augsburger Domsingknaben) es un coro de gran tradición de la ciudad de Augsburgo y está bajo el patrocinio de la catedral de Santa María, motivo por el cual los cantores fueron llamados antes también "Marianer".
Pertenece administrativamente al Obispado de Augsburgo. Su tradición se remonta al siglo XV, siendo mencionado documentalmente por primera vez en 1439. Existió hasta 1865, pero en 1976 fue fundado de nuevo por Reinhard Kammler, quien actualmente continúa dirigiéndolo. Kammler ha sido organista de la Catedral durante muchos años y en 1995 fue nombrado Maestro de Capilla.
La calidad musical del coro es considerada muy alta. Junto a la habitual organización de la liturgia en la Catedral, el coro realiza conciertos continuamente y emprende viajes al extranjero. 
Se han producido muchas grabaciones discográficas. El repertorio de los Niños Cantores de la Catedral de Augsburgo comprende música coral de la Edad Media, canto gregoriano, obras del Barroco y del Clasicismo.
Los niños son formados desde pequeños en el aspecto musical y vocal y aprenden a menudo a tocar un instrumento. En el coro de cámara, el grupo más renombrado, hay una selección especial de los cantantes.
Algunos niños cantores intervienen como solistas en ejecuciones de óperas y demás composiciones que requieran partes solistas para soprano y contralto, hasta ahora en Augsburgo, Munich, Düsseldorf, Bonn, Nürnberg, Estrasburgo, Róterdam y por ejemplo en los festivales de Schwetzinger y en el castillo de Hellenstein en Heidenheim.
Las giras en el extranjero han llevado al coro a muchos países, por ejemplo a Japón, Canadá, la Ciudad del Vaticano, Francia, Polonia, Dinamarca, Finlandia, Ecuador y Sudáfrica.

## Reconocimientos
- 1982: Premio en el Concurso Alemán de Coros de Colonia
- 2001: Premio de la Bayerische Volksstiftung (Baviera)

- Datos: Q760528
- Multimedia: Augsburger Domsingknaben / Q760528